# Yermoia
Yermoia là một chi bướm đêm thuộc họ Geometridae.